# 3 (chanson)
Pour les articles homonymes, voir 3 (homonymie).
Singles de Britney Spears
Radar Hold It Against Me
(2011)
Pistes de The Singles Collection
...Baby One More Time
3 est une chanson de la chanteuse américaine pop Britney Spears issue de son second best of, The Singles Collection. Il a été publié le 29 septembre 2009 par Jive Records comme unique single de l'album. La chanson a été produite par collaborateur de longue date de Spears, Max Martin accompagné de Shellback, et fut enregistrée en juillet 2009 lors d'un passage en concert en Suède. 3 est une chanson electro uptempo aux paroles traitant de partie fine à trois, tout en référençant le trio de chanteurs folk américains Peter, Paul and Mary durant le refrain comme un argot sexuel.
3 reçut des appréciations positives de la part des critiques contemporaines, certains qualifiant la chanson de classique de Spears. La chanson est un succès commercial, atteignant le sommet des charts aux États-Unis ainsi qu'au Canada, et atteignant le top dix de nombreux pays à travers le monde, y compris l'Australie, la Finlande, la Norvège, la Suède, le Royaume-Uni et la France. Aux États-Unis, la chanson fait ses débuts comme numéro un au Billboard Hot 100, devenant ainsi la première chanson faisant ses débuts en pole position depuis plus de trois ans et le premier morceau non interprété par un artiste d'American Idol à réaliser cette performance depuis onze ans. 3 est également le quinzième titre de l'histoire de Billboard à débuter directement numéro un.
Un vidéoclip est réalisé par Diane Martel, mettant en scène Britney Spears et ses danseurs dans différents décors en noir et blanc. Diane Martel décrit la vidéo décrit comme sexy et joueuse, tandis que les critiques complimentent sa simplicité. Une version alternative fuite sur le net le 15 décembre 2009. Spears a interprété 3 lors de son Femme Fatale Tour, arborant un chapeau de feutre blanc et un trench-coat.

## Développement
Le 12 juillet 2009, Spears confirme via son compte Twitter qu'elle a commencé à enregistrer de nouvelles chansons, en indiquant qu'elle se rendait en studio avec le compositeur et producteur suédois, Max Martin alors qu'elle était à Stockholm dans le cadre de la partie européenne de sa tournée, The Circus Starring: Britney Spears. Le producteur et la chanteuse ont déjà collaboré sur les titres à succès ...Baby One More Time, Oops!... I Did It Again, Stronger et If U Seek Amy. 3 est écrit et produit par Martin et Shellback, avec de manière additionnelle Tiffany Amber à l'écriture. Spears pose sa voix sur la chanson avec les producteurs aux Maratone Studios (en). John Hanes fut responsable de l'édition Pro Tools sur les vocales de Britney Spears, la chansons fut ensuite mixée par Serban Ghenea aux studios MixStar en Virginie. Le 23 septembre 2009, Jive Records annonce officiellement la sortie d'un best of intitulé The Singles Collection pour la célébration des dix ans de carrière de Spears au sein de l'industrie musicale. La maison de disque annonce également la sortie de 3 comme premier single extrait de l'album. La pochette du single est dévoilée sur le site officiel de Spears le 28 septembre 2009. 3 est envoyé aux radios sur le 29 septembre 2009 et parait sur les plateformes de téléchargement légal le 2 octobre 2009.

## Réception

### Critiques
3 reçoit des appréciations positives de la part des critiques musicales contemporaines. Monica Herrera de Billboard fait remarquer que la chanson « construit un climat de pulsations de basses extravagantes qui convoquent les fans de la piste de danse ». Sur l'édition en ligne du magazine Rolling Stone, Daniel Kreps fait l'éloge de la chanson pour sa mélodie uptempo et ses paroles osées, tout en la comparant aux travaux récents de Flo Rida, disant que 3 « est une piste dance-floor infaillible plus qu'a réalisé Brit sur Blackout ou Circus ». Sur la version imprimée, le magazine donne à la chanson quatre étoiles et la définit comme un « instant classique de Britney ». Clark Collis de Entertainment Weekly décrit la chanson comme « une voix de gynoïde, introduisant une frénésie dancefloor ». Tout en créditant la production pour « l'élévation de la chanson au-dessus des produits dance typiques », le Los Angeles Times déclara que Spears semblait « mélodieusement générique ».
Dans sa critique de The Singles Collection, Stephen Thomas Erlewine d'AllMusic sélectionne 3 comme l'un des « pistes tubesques » et commente, « [la chanson est] beaucoup mieux que n'importe laquelle des trois nouvelles chansons sur Greatest Hits: My Prerogative. Bill Agneau de About.com déclare que bien que les paroles soient controversées, la chanson « une autre confiserie pop irrésistiblement entraînante qui bat pratiquement tout le reste sur la radio pop d'aujourd'hui ». Il a salué le refrain et la section du milieu et appelé la piste un « classique de Britney ». La chanson a également été comparée au titre Celebration de Madonna car « musicalement, ils n'apportent rien de particulièrement nouveau mais ils parviennent à encapsuler de nombreux éléments qui font d'une chanteuse une star ». AJ Mayers de MTV a classé 3 huitième meilleure chanson de 2009.

### Accueil commercial
Le 8 octobre, 2009, 3 entre 14e au Billboard Bubbling Under Hot 100 Singles et 38e au Billboard Pop Songs aux États-Unis, devenant ainsi la vingt-quatrième entrée de la carrière de Britney Spears dans le classement, plus que la plupart de tous les artistes. La semaine suivante, la chanson fait ses débuts numéro un au Billboard Hot 100, devant le troisième single numéro un de la chanteuse aux États-Unis et brisant plusieurs records du classement. Cela fait de Spears, la première artiste depuis plus de trois ans à faire ses débuts en pole position et la première artiste non issue d'American Idol à le faire depuis onze ans. 3 est la quinzième chanson à faire son entrer directement numéro un dans le classement et aussi le titre le plus court d'une chanson ayant atteint le sommet du Billboard Hot 100. La chanson s'est également classé numéro un au Billboard Digital Songs, s'écoulant à 255 000 exemplaires dès sa première semaine et a fait la meilleure première semaine en termes de vente depuis The Black Eyed Peas avec Boom Boom Pow en avril 2009. 3 s'est vendu à 2,1 millions d'exemplaires aux États-Unis, selon Nielsen SoundScan. Le titre est le troisième single le plus vendu de Spears dans le pays. Au Canada, la chanson débute à la 86e place du Canadian Hot 100 le 17 octobre 2009 et atteint la 1re place la semaine suivante. 3 est certifié deux fois platine par la Canadian Recording Industry Association (CRIA) pour des ventes supérieures à 160 000 exemplaires.
3 débute à la 50e place en Australie le 12 octobre 2009 avec seulement deux jours de ventes numériques. Il a culminé à la 6e place sur la semaine du 26 octobre 2009. 3 est certifié platine par l'Australian Recording Industry Association (ARIA), avec des ventes de plus de 70 000 exemplaires. Le 12 octobre 2009, la chanson a fait ses débuts 16e en Nouvelle-Zélande, ce qui est son meilleur démarrage depuis Womanizer. Sur sa cinquième semaine dans le classement néo-zélandais, 3 atteint la 12e place. Dans les charts britanniques, 3 débute 7e le 16 novembre 2009, devenant son vingtième top 10. Selon The Official Charts Company, la chanson s'est écoulé à 145 000 exemplaires au Royaume-Uni. 3 obtient un succès similaire dans toute l'Europe atteignant le top dix en France, Belgique francophone, République tchèque, Finlande, Norvège, Suède ainsi que le top 20 en Autriche, en Belgique (Flandre) et au Danemark.

## Vidéoclip
Le clip a été tourné les 5 et 6 octobre 2009 à Los Angeles, en Californie. Il est dirigé par Diane Martel et chorégraphié par Tone & Rich. Le styliste GK Reid a collaboré étroitement avec Spears à la conception de la mode. Le 15 octobre 2009, des images de la vidéo sont publiées. Un compte à rebours, comprenant des images et des aperçus de la vidéo est posté sur le site officiel de la chanteuse et la date de sortie est révélée pour être le 30 octobre 2009. Interrogé à propos de la vidéo, Diana Martel déclare :

« Je pense que son prochain clip est très sexy. C'est une vidéo très simple pour elle - Je ne pense pas que vous l'avez autant magnifiée. Tout est vraiment puissant et ludique, nous avons collaboré sur la garde-robe et avons eu des entretiens au sujet des cheveux, du maquillage, nous avons beaucoup parlé au téléphone et rencontré Tone & Rich - deux des meilleurs chorégraphes [...] Spears est si douce, si drôle et tellement normale et terre à terre. C'est vraiment amusant en tant que réalisatrice de la voir face à la caméra. Elle est tellement créative avec ce genre de choses. La vidéo est très simple, c'est très, très minimaliste. Donc, c'est elle, elle, elle. Et elle est totalement engagée à chaque seconde. Elle sait vraiment comment travailler avec une caméra et se déplacer. J'ai été vraiment impressionnée, et j'ai travaillé avec presque chaque artiste féminine de l'industrie. »

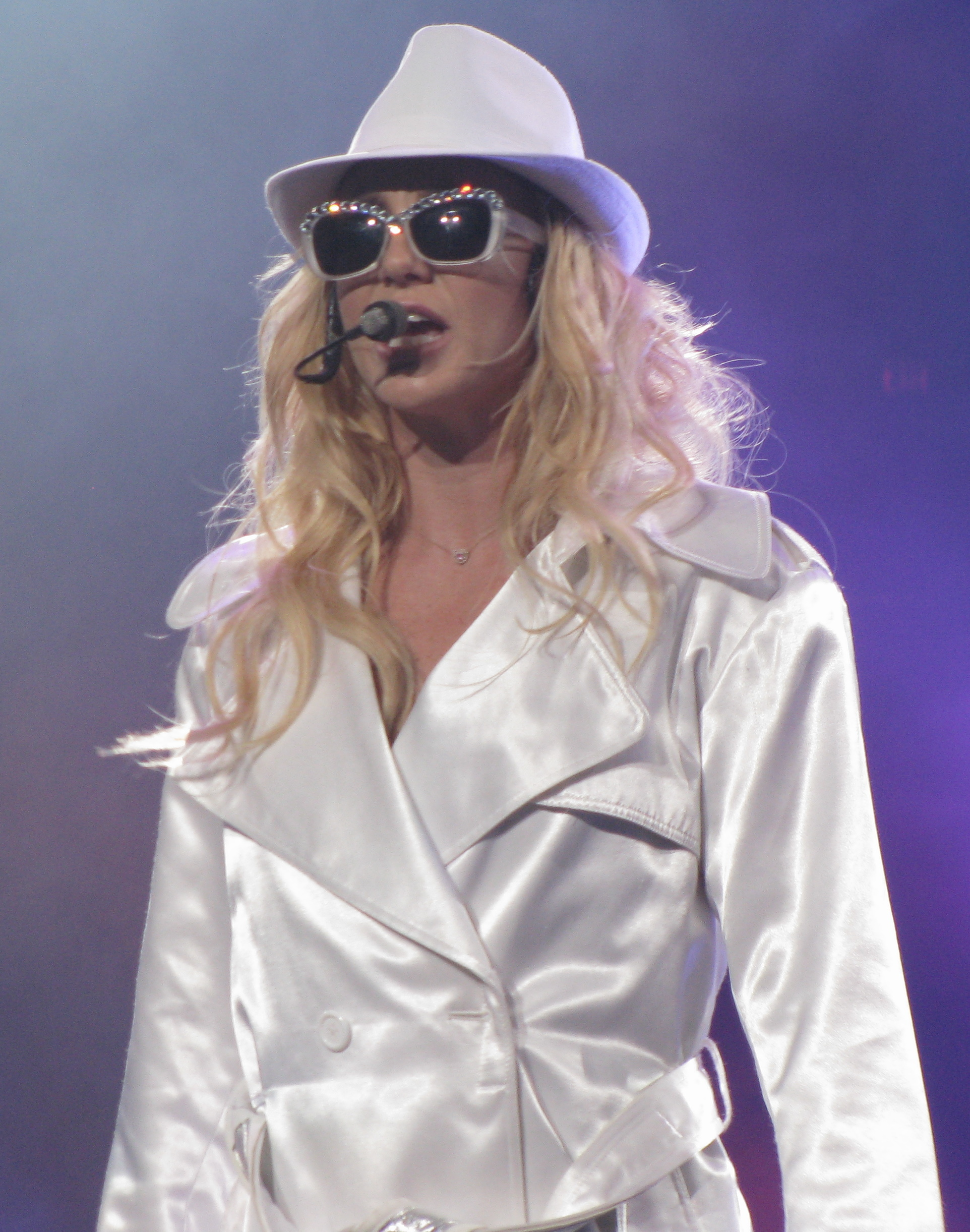
Spears interprétant 3 lors du Femme Fatale Tour en 2011.

La vidéo commence avec Britney Spears habillée d'une robe noire à paillettes assise à une coiffeuse, se mettant du mascara et se parfumant de sa fragrance Circus Fantasy. Puis, vient le début de la chanson avec Spears se tenant les cheveux et chantant les premières phrases du titre face à un fond blanc. La vidéo comporte des scènes en noir et blanc où la chanteuse porte un maillot de blanc. Elle apparaît ensuite portant ce même maillot et des lunettes de soleil, suspendue à une barre, entourée de quatre danseuses en body noir. Le mot  « péché » est censuré et remplacé par « présent » lors du pré-refrain. Lors du refrain, elle danse avec six danseurs devant un mur blanc sur lequel on peut voir des installions lumineuses sous forme de code-barres. La vidéo comporte également des scènes provocantes de danse avec deux danseurs. Lors du pont surviennent des scènes entrecoupés de gros plans de Spears qui se terminent avec un sourire narquois de la chanteuse. La vidéo se conclut avec Britney Spears et ses deux danseurs et s'achève avec un gros plan de la chanteuse regardant la caméra.
Daniel Kreps de Rolling Stone compara la vidéo avec le clip de Single Ladies (Put a Ring on It) et félicita la chorégraphie de Spears soulignant qu'elle n'avait pas dansé avec autant de conviction depuis l'ère In the Zone. Jocelyn Vena de MTV donna à la vidéo une critique positive décrivant un « clip sexy et rythmé » et ajoutant, « il y a quelques instants dans la vidéo où brille la personnalité de Britney », ajoutant qu'« elle sourit dans la vidéo de manière humoristique et subtile, surtout lorsqu'elle termine le pont de la chanson ». Tanner Stransky de Entertainment Weekly complimenta les choix faits pour la vidéo ainsi que la garde-robe, mais déclara que la vidéo était « clairsemée », disant, « il n'y a pas grand chose avec ce single banal, si ce n'est une allusion ridicule pour un ménage à trois, alors pourquoi la vidéo serait-elle allée plus loin? ». Le Daily Mail déclara que la vidéo « dispose de Britney habillée légèrement, se trémoussant autour de danseurs et ce de la meilleure manière dont elle sait le faire ».
Le 15 décembre 2009, une version alternative du clip fuite sur internet. Kreps dit à propos de la nouvelle version qu'elle « offre une version plus explicite de la vidéo de danse intense de Martel, qui semble trouver une meilleure cadence avec la musique, par opposition à la version originale, qui était essentiellement filmée et éditée en une question de temps pour coïncider avec la sortie de The Singles Collection.

## Crédits
- Chant : Britney Spears

## Formats
- Radio Promo

1. 3 — 3:33
2. 3 (Instrumental) — 3:33
3. 3 (A Capella) — 3:33

- Single Digital

1. 3 — 3:33

- Single Digital / Promo Single / CD Single

1. 3 — 3:33
2. 3 (Instrumental) — 3:33

- Remixes Promo

1. 3 (clean radio edit) — 3:33
2. 3 (Groove Police Club Mix) — 7:08
3. 3 (Groove Police Dub) — 7:09
4. 3 (Groove Police Mixshow) — 5:28
5. 3 (Groove Police Extended Mix) — 9:21
6. 3 (Groove Police Radio Edit) — 3:57

- International Digital EP

1. 3 — 3:33
2. 3 (The Knocks Extended Remix) — 5:47
3. 3 (DiscoTech Remix Club Edit) — 4:23
4. 3 (Tonal Club Remix) — 5:04
5. 3 (Trypsin Club Mix) — 7:45

- Enhanced CD EP Japonais

1. 3 — 3:33
2. 3 (Instrumental) — 3:33
3. 3 (Groove Police Mixshow) — 7:08
4. 3 (Groove Police Radio Edit) — 3:57
5. 3 (vidéo) — 3:36

- The Singles Collection Coffret Single

1. 3 — 3:33
2. 3 (Groove Police Club Mix) — 7:08

## Classements
| Classement (2009)  | Meilleure position |
| ------------------ | ------------------ |
| Allemagne          | 18                 |
| Australie          | 6                  |
| Autriche           | 17                 |
| Belgique (Fr)      | 8                  |
| Belgique (Nl)      | 13                 |
| Canada             | 1                  |
| Danemark           | 15                 |
| Espagne            | 38                 |
| États-Unis         | 1                  |
| France             | 10                 |
| Finlande           | 5                  |
| Hongrie            | 12                 |
| Irlande            | 7                  |
| Nouvelle-Zélande   | 12                 |
| Norvège            | 10                 |
| République tchèque | 10                 |
| Slovaquie          | 23                 |
| Suède              | 2                  |
| Suisse             | 8                  |